# Comtat de Mâcon

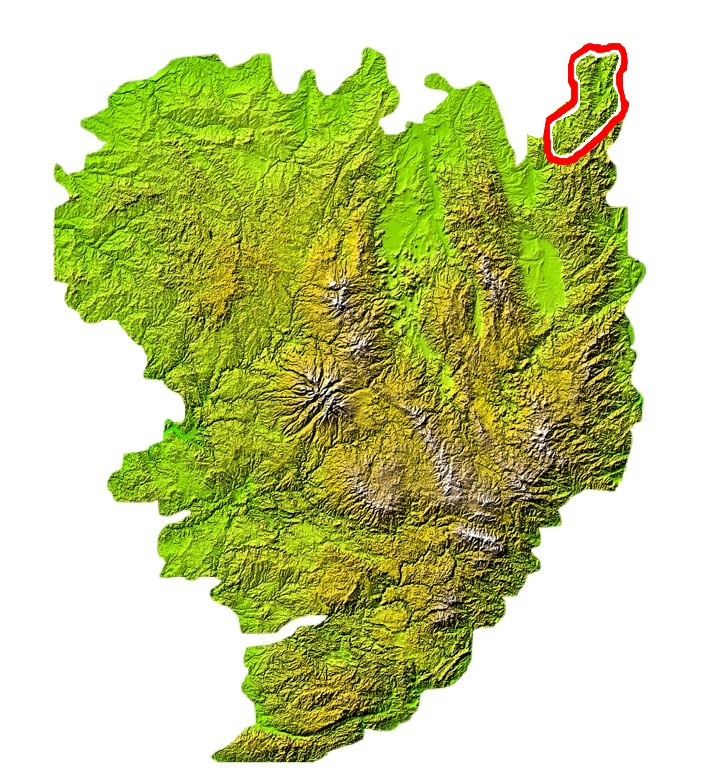
Situació de Mâcon

Escut del comtat de Mâcon

El Comtat de Mâcon (arpità Mâconês) fou una jurisdicció feudal de França centrada a la ciutat de Mâcon. El 952 els dominis comtals es van unir als vescomtals (un vescomtat existia almenys des del 886). Després de passar per mans de diverses dinasties, l'última comtessa Alix el va vendre a la corona francesa el 1239.

## Llista de comtes
- Teodoric I ?-793 (Comte també d'Autun i Viena)
- Teuduí ([Thuin, Theoden) (fill) vers 793-810
- Teodoric II (fill) 810-821 (Comte d'Autun)
- Teodoric III (fill) 821-826 (Comte d'Autun)
- Guerí de Provença vers 826-853 (comte de Mémontois 832-853, de Chalon sur Saône 835-853, d'Auxois 844-853, comte d'Autun 844-853 i marquès de Borgonya 844-853)
- Isembard (fill) 853-858 (comte d'Autun, de Chalon sur Saône, i de Dijon)
- Humfrid (Onfroi) (germà) 858-863 (comte d'Autun, de Chalon sur Saône, de Dijon i de Beaune, i marquès de Borgonya; titulat marques de Gòtia el 863)
- Odó (Eudes) 863-870 (comte de Dijon, comte de Troyes 852-859, comte de Varais 859-870, comte d'Autun enfrontat a Bernat Plantapilosa del 867 al 870)
- Eccard 870-877 (comte de Morvois 840-859 i de Chalon sur Saône 863-877, senyor de Perrecy 839-877)
- Bosó I rei de la Borgonya Cisjurana 877-880 (comte de Viena i de Lió 871-880, comte de Berry 872-876, comte de Chalon sur Saône 877-880, i comte d'Autun 879-880; duc d'Itàlia 875-876 i duc de Provença 875-879)
- Bernat Plantapilosa 880-886 (comte d'Alvèrnia 864 i 872-886, comte d'Autun 864-865 i 866/868-876/877, comte de Tolosa 872-876, comte de Llemotges 872-876, comte de Berry 878-886, comte de Lió 880-886, i marquès de Septimània 878-886)
  - Entre 884 i 915 Letald I i Ranulf foren vescomtes
- Guillem I el Pietós (fill) 886-918 (comte també d'Alvèrnia, Llemotges, Berry i Lió; marquès de Septimània; duc d'Aquitània 893-918).
- Guillem II el jove 918-926 (també comte d'Alvèrnia; comte de Berri 918-919 i 924-926; marquès de Septimània 918-919; duc d'Aquitània 922-926).
- Acfred (germà) 926-927 (comte de Berry i Alvèrnia i duc d'Aquitània)
- Hug I el Negre 927-952 (comte de Varais 914-952, comte de Portois 918-952, comte de Lió 919-952, comte de l'Alta Borgonya 921-952, comte d'Autun 936-952; duc de Borgonya 936-952).
- Alberic o Aubri I vers 915-945
- Letald II 945-965 (vescomte de Mâcon 945-952 o 965, senyor de Salins 945, comte de Besançon 952-965)
- Alberic o Aubri II (fill) 965-976 (comte també de Besançon)
- Letald III (fill) ? 976-979 (comte també de Besançon)
- Alberic III de Mâcon (Alberic o Aubri III) (fill) ? 979-982 (comte també de Besançon)
- Otó Guillem 982-1006 (comte de Besançon 982-1026, comte de Nevers 980-989; duc de Borgonya 1002-1006)
- Guiu I (fill, associat) 995-1004 (comte d'Escuens 995-1004)
- Otó (fill) 1006-1041 (comte també d'Escuens)
- Jofré (fill) 1041-1065
- Guiu II (fill) 1065-1078 (es va fer monjo i va morir el 1109)
- Guillem I el gran "Cap atrevit" 1078-1085 (comte de Borgonya 1057-1087)
- Esteve l'atrevit (fill) 1085-1102 (comte de Verazque)
- Renaud I (germà) 1085-1102 (associat) 1102-1107 (comte de Borgonya 1087-1105; comte de Oltingen 1092-1105)
- Guillem II l'alemany (fill) 1105-1125 (també comte de Borgonya: comte de Oltingen del 1107 al 1125)
- Guillem III l'Infant (fill) 1125-1127 (comte de Borgonya i Oltingen)
- Renaud II (fill d'Esteve l'atrevit) 1102-1127 (associat) 1127-1148 (sol) (Comte de Borgonya 1127-1148)
- Guillem IV (fill) 1102-1148 (associat) 1148-1156 (sol) (comte de Borgonya 1148-1156, comte de Auxonne 1127-1156)
- Gerard I (fill) 1156-1184 (comte usurpador de Viena 1157-1184, senyor de Salins 1175-1184)
- Guillem V (fill) 1184-1224 (comte de Vienne)
- Gerard II (fill, associat, mort el 1223) c. 1190-1223 (senyor de Vadans)
- Alix (filla) 1224-1239 (comtessa de Vienne)
- Joan de Braine (espòs) 1224-1239
- venut a la corona francesa 1239
- a la corona francesa 1230-1339
- Joan de França 1339-1416 (duc de Berry i comte de Poitiers, germà del delfí Carles de França)
- a la corona francesa 1416-1436
- Unit a Borgonya 1436-1477
- A la corona francesa 1477-1526
- ocupació espanyola 1526-1529
- a la corona francesa 1529-1789